# Bahalana abacoana
Bahalana abacoana là một loài chân đều trong họ Cirolanidae. Loài này được Botosaneau & Iliffe miêu tả khoa học năm 2006.